# عبد الوهاب الهارون
عبد الوهاب راشد أحمد الهارون من مواليد دولة الكويت في عام 1947 ، وزير كويتي سابق ونائب سابق، شارك في انتخابات مجلس الأمة الكويتي لأول مرة في الفصل التشريعي الثامن عام 1996 وفاز بالعضوية عن الدائرة الثانية - المرقاب - وحصل علي (602) صوت وجاء بالمركز الثاني، حاصل على شهادة الماجستير في الجغرافيا السياسية والتخطيط الإقليمي من جامعة غربي إيلينوي عام 1976. وقام بدراسات عليا تخصصية في جامعة ويسكونسن-ماديسون حول التخطيط الإقليمي والعمراني.

## عضوياته ومناصبه
- عضو مجلس الأمة في الفصل التشريعي الثامن 1996 التاسع 1999 ، والعاشر 2003.
- معيدا في جامعة الكويت (1972 – 1977).
- المدير العام ونائب رئيس مجلس الإدارة في شركة النقل العام الكويتية في الفترة من 1977 حتى 1996.
- رئيس مجلس إدارة شركة التعمير للاستثمار العقاري.
- عضو المجلس الأعلى للمرور منذ تأسيسه في عام 1982 إلى الآن.
- عضو مجلس إدارة شركة المشروعات السياحية (1980 – 1996).
- عضو مجلس إدارة بنك الخليج (1989 – 1992).

## مواقفه في مجلس الأمة
| الكتل                                  | الليبراليون      |
| اللجان                                 | الليبراليون      |
| طرح الثقة بالوزير ضيف الله شرار (2003) | مؤيد طرح الثقة   |
| طرح الثقة بالابراهيم (2002)            | معارض لطرح الثقة |
| تجنيس البدون (2000)                    | غير موافق        |
| طرح الثقة بالصبيح (2000)               | معارض لطرح الثقة |
| حقوق المرأة السياسة (1999)             | موافق            |